# Lamablawa
Lamablawa is een bestuurslaag in het regentschap Flores Timur van de provincie Oost-Nusa Tenggara, Indonesië. Lamablawa telt 1033 inwoners (volkstelling 2010).